# Гуртувальний верстат

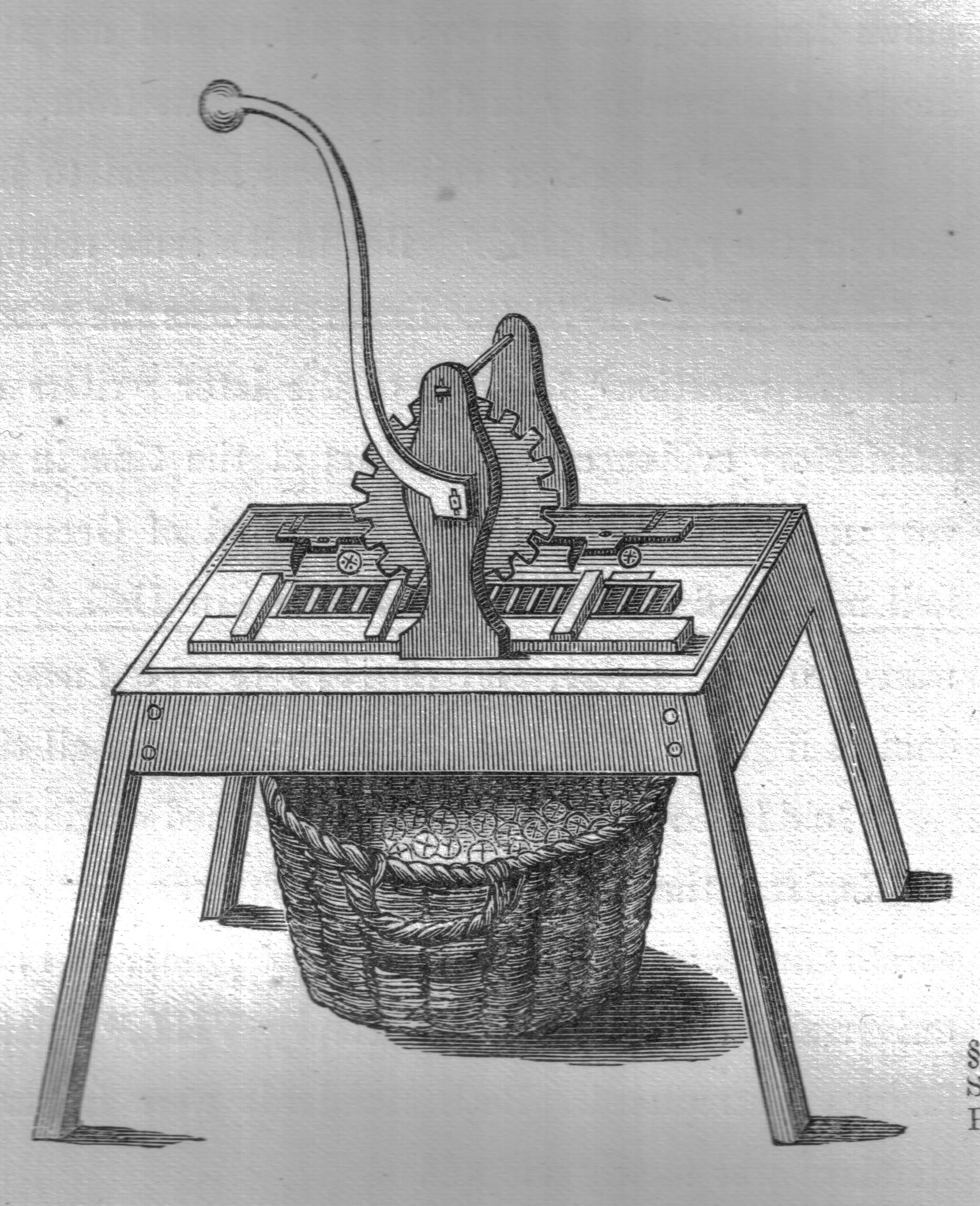
Гуртильний верстат XIX століття

Гуртувальний верстат — механічний пристрій, призначений для гуртування — нанесення на  гурт готової монети орнаменту, написів або насічки. Спочатку це було потрібно для запобігання  зрізання країв монет, виготовлених з дорогоцінних металів.
Гуртувальний верстат початку XVII століття складався з двох сталевих рейок з нанесеною на внутрішні сторони насічкою Монета прокочувалася між рейками і таким чином на її ребро наносився орнамент. Для створення необхідного тиску і переміщення монети використовувалася система роликів і зубчастих коліс, що приводилася в рух кривошипною передачею.
Наприкінці XVIII століття гуртувальні верстати були замінені гуртувальними машинами з кільцем, які дозволяли надавати гурту потрібний малюнок безпосередньо в процесі карбування монети.

## Гуртувальна машина з кільцем
Пристрій, що дозволяє карбувати монети з рельєфним  гуртом на відміну від  гуртувального верстата, за допомогою якого наноситься малюнок на гладкий гурт вже готової монети.
Вперше для виготовлення рельєфного гурта гуртувальну машину з кільцем було застосовано у  Франції в 1577 році. Через століття такі машини з'явилися в  Англії,  Данії і  Швеції.
В  Пруссії в гуртувальних машинах використовувалися розімкнуті пружинні кільця, які для карбування вставлялися в замкнуте кільце. В 1790 році  медальєр Дро винайшов роз'ємні кільця, що складалися з трьох або більше частин. Такі кільця встановлювалися в товсту рамку, з якої вони вибивалися після виготовлення кожного тиражу монет. Існували також машини з гладким кільцем, на яких здійснювалася карбування монет, з гуртом, попередньо сформованим на гуртувальному верстаті.

## Прислів'я
Від назви гуртувального верстата походить українське народне прислів'я «Гуртом і батька легше бити», яке до нашого часу зазнало змін і частіше за все звучить як «Разом і батька легше бити».
Батьком в ті часи назвали на українських землях царя, а за допомогою гуртувального верстату виготовляли орнамент монети, а гуртом (верстатом) це було робити легше.